# Arctosa darountaha
Arctosa darountaha Roewer, 1960 è un ragno appartenente alla famiglia Lycosidae.

## Etimologia
Il nome proprio della specie deriva dalla località afgana di rinvenimento degli esemplari: il villaggio di Darūntah, dove sono stati reperiti gli esemplari il 24 gennaio 1958.

## Caratteristiche
Il cefalotorace è uniformemente di color rosso brillante ad eccezione della pars cephalica giallo scura. I cheliceri sono di color giallo ruggine.
I maschi hanno il bodylenght (prosoma + opistosoma) di 8 millimetri (3,5 + 4,5).

## Distribuzione
La specie è stata reperita nell'Afghanistan orientale: nel villaggio di Darūntah, 15 chilometri ad ovest di Jalalabad.

## Tassonomia
Al 2016 non sono note sottospecie e dal 1960 non sono stati esaminati nuovi esemplari.